# Muñico (kommunhuvudort)
Muñico är en kommunhuvudort i Spanien.   Den ligger i provinsen Provincia de Ávila och regionen Kastilien och Leon, i den centrala delen av landet, 120 km väster om huvudstaden Madrid. Muñico ligger 1 090 meter över havet och antalet invånare är 126.
Terrängen runt Muñico är kuperad åt sydost, men åt nordväst är den platt. Runt Muñico är det mycket glesbefolkat, med 5 invånare per kvadratkilometer. Närmaste större samhälle är Muñana, 13,0 km söder om Muñico. Trakten runt Muñico består i huvudsak av gräsmarker.